# Жидкинське сільське поселення
Жи́дкинське сільське поселення (рос. Жидкинское сельское поселение) — сільське поселення у складі Балейського району Забайкальського краю Росії.
Адміністративний центр — село Жидка.

## Населення
Населення сільського поселення становить 568 осіб (2019; 694 у 2010, 836 у 2002).

## Склад
До складу сільського поселення входять:
| Населений пункт  | Населення, осіб (2002) | Населення, осіб (2010) |
| ---------------- | ---------------------- | ---------------------- |
| Жидка, село      | 366                    | 308                    |
| Колобово, село   | 378                    | 311                    |
| Усть-Ягьйо, село | 92                     | 75                     |